# Trapani Calcio 1999-2000
Questa pagina raccoglie i dati riguardanti il Trapani Calcio nelle competizioni ufficiali della stagione 1999-2000.

## Stagione
Nella stagione 1999-2000 l'Associazione Sportiva Trapani disputa il girone C del campionato di Serie C2, raggiungendo il 18º posto con 29 punti, uno di penalizzazione, e la relativa retrocessione nel campionato dilettanti. In campionato il Trapani ha raccolto 18 punti nel girone di andata e 12 nel girone di ritorno. La stagione è iniziata con il tecnico Pietro Ruisi, sostituito dopo quattro giornate senza vittorie da Ezio Capuano. Nella Coppa Italia di Serie C il Trapani disputa il girone R di qualificazione, che ha promosso ai sedicesimi di finale il Catania.

## Divise e sponsor
I colori sociali dell'Associazione Sportiva Trapani sono il granata ed il bianco.
| Casa | Trasferta |

## Rosa[1]
| N. |                   | Ruolo | Calciatore           |
| -- | ----------------- | ----- | -------------------- |
|    | Italia (bandiera) | P     | Daniele Assogna      |
|    | Italia (bandiera) | P     | Giovanni Guaiana     |
|    | Italia (bandiera) | D     | Fabrizio Bucciarelli |
|    | Italia (bandiera) | D     | Vincenzo Perillo     |
|    | Italia (bandiera) | D     | Filippo Cavataio     |
|    | Italia (bandiera) | D     | Riccardo Spigoli     |
|    | Italia (bandiera) | D     | Rosario Compagno     |
|    | Italia (bandiera) | D     | Salvatore Balbestri  |
|    | Italia (bandiera) | D     | Claudio Grimaudo     |
|    | Italia (bandiera) | D     | Massimo Lo Monaco    |
|    | Italia (bandiera) | D     | Giuseppe Misiti      |
|    | Italia (bandiera) | D     | Giuseppe Semilia     |
|    | Italia (bandiera) | D     | Stefano Safina       |
|    | Italia (bandiera) | C     | Emanuele Tremante    |
|    | Italia (bandiera) | C     | Giacomo Cusimano     |
|    | Italia (bandiera) | C     | Calogero Lo Bue      |
|    | Italia (bandiera) | C     | Vito Sardone         |

| N. |                   | Ruolo | Calciatore          |
| -- | ----------------- | ----- | ------------------- |
|    | Italia (bandiera) | C     | Sirio Silvestri     |
|    | Italia (bandiera) | C     | Salvatore Tedesco   |
|    | Italia (bandiera) | C     | Onofrio Barone      |
|    | Italia (bandiera) | C     | Lorenzo Battisti    |
|    | Italia (bandiera) | C     | Cristian Ciaramella |
|    | Italia (bandiera) | C     | Domenico Borrelli   |
|    | Italia (bandiera) | C     | Giacomo Paniccia    |
|    | Italia (bandiera) | A     | Pietro Zaini        |
|    | Italia (bandiera) | A     | Roberto Magliocco   |
|    | Italia (bandiera) | A     | Claudio Pierantozzi |
|    | Italia (bandiera) | A     | Willy Pittana       |
|    | Italia (bandiera) | A     | Davide Ricci        |
|    | Italia (bandiera) | A     | Giosuè Castorino    |
|    | Italia (bandiera) | A     | Rocco Napoli        |
|    | Italia (bandiera) | A     | Giuseppe Adelfio    |
|    | Italia (bandiera) | A     | Massimo Marsich     |
|    | Italia (bandiera) | A     | Vincenzo Salerno    |

## Risultati

### Campionato

#### Girone di andata
| Arbitro: | Rossomando (Salerno) |

|           |           |             |
| Zaini 17’ | Marcatori | 13’ Tortora |

| Arbitro: | Nicoletti (Macerata) |

|           |           |  |
| Pasca 77’ | Marcatori |  |

| Arbitro: | Cirone (Palermo) |

|  |           |                              |
|  | Marcatori | 2’ Arancio 67’ F. Fermanelli |

| Torre del Greco 26 settembre 1999 4ª giornata | Turris            | 0 – 0 | Trapani | Stadio Amerigo Liguori\| Arbitro: \| Tonolini (Milano) \| |
| Arbitro:                                      | Tonolini (Milano) |       |         |                                                           |

| Erice 3 ottobre 1999 5ª giornata | Trapani             | 0 – 0 | Battipagliese | Stadio Polisportivo Provinciale\| Arbitro: \| Giachero (Pinerolo) \| |
| Arbitro:                         | Giachero (Pinerolo) |       |               |                                                                      |

| Arbitro: | Vicinanza (Albenga) |

|                              |           |               |
| Sparacio 24’ Sanseverino 54’ | Marcatori | 45+1’ Pittana |

| Arbitro: | Bonin (Trieste) |

|             |           |         |
| Pittana 54’ | Marcatori | 37’ Ria |

| Arbitro: | Cavuoti (Vasto) |

|                          |           |             |
| Scarpa 35’ Cavaliere 49’ | Marcatori | 64’ Pittana |

| Arbitro: | Papini (Perugia) |

|             |           |  |
| Marsich 58’ | Marcatori |  |

| Arbitro: | G. Rossi (Rimini) |

|             |           |  |
| Pittana 86’ | Marcatori |  |

| Arbitro: | Santucci (Reggio Calabria) |

|              |           |             |
| La Notte 52’ | Marcatori | 74’ Marsich |

| Arbitro: | Micoli (Tivoli) |

|                                  |           |  |
| Menchetti 22’ (rig.) Perrone 73’ | Marcatori |  |

| Arbitro: | Belloli (Bergamo) |

|                                       |           |  |
| Semilia 2’ S. Tedesco 46’ Sardone 54’ | Marcatori |  |

| Arbitro: | Latella (Potenza) |

|                            |           |                                   |
| Montanaro 28’ Borrutzu 50’ | Marcatori | 54’ (rig.) Ciaramella 62’ Pittana |

| Arbitro: | Giordano (Caltanissetta) |

|  |           |                |
|  | Marcatori | 15’ Castellano |

| Arbitro: | Giannoccaro (Lecce) |

|             |           |  |
| D'Amblè 90’ | Marcatori |  |

| Arbitro: | P. Rossi (Forlì) |

|                            |           |                        |
| Marsich 16’ Ciaramella 80’ | Marcatori | 25’ (rig.) Vantaggiato |

#### Girone di ritorno
| Arbitro: | D'Aguanno (Marsala) |

|                               |           |             |
| Sorce 26’, 46’ Dalla Bona 29’ | Marcatori | 62’ Marsich |

| Arbitro: | Ambrosino (Torre del Greco) |

|             |           |                                                |
| Marsich 40’ | Marcatori | 16’ G. Rossi 29’ Torino 64’ Magnani 71’ Criaco |

| Lanciano 16 gennaio 2000 20ª giornata | Lanciano           | 0 – 0 | Trapani | Stadio Guido Biondi\| Arbitro: \| Marchesi (Bergamo) \| |
| Arbitro:                              | Marchesi (Bergamo) |       |         |                                                         |

| Arbitro: | Semeraro (Taranto) |

|                    |           |             |
| Pittana 67’ (rig.) | Marcatori | 25’ Landini |

| Arbitro: | Latella (Potenza) |

|                          |           |  |
| Mascara 12’ V. Fusco 62’ | Marcatori |  |

| Erice 13 febbraio 2000 23ª giornata | Trapani         | 0 – 0 | Chieti | Stadio Polisportivo Provinciale\| Arbitro: \| Maselli (Lucca) \| |
| Arbitro:                            | Maselli (Lucca) |       |        |                                                                  |

| Arbitro: | Valensin (Milano) |

|  |           |             |
|  | Marcatori | 27’ Pittana |

| Arbitro: | P.S. Mazzoleni (Bergamo) |

|                              |           |  |
| Marsich 17’ (rig.) Ricci 84’ | Marcatori |  |

| Arbitro: | Bernabini (Roma) |

|                    |           |             |
| Perillo 89’ (aut.) | Marcatori | 47’ Marsich |

| Arbitro: | Lecci (Varese) |

|                         |           |  |
| Feola 21’ Matticari 24’ | Marcatori |  |

| Erice 26 marzo 2000 28ª giornata | Trapani            | 0 – 0 | L'Aquila | Stadio Polisportivo Provinciale\| Arbitro: \| Niccolai (Livorno) \| |
| Arbitro:                         | Niccolai (Livorno) |       |          |                                                                     |

| Arbitro: | De Marco (Chiavari) |

|  |           |             |
|  | Marcatori | 88’ Bettini |

| Arbitro: | Bernabini (Roma) |

|            |           |  |
| Misiti 86’ | Marcatori |  |

| Arbitro: | Lambertini (Bologna) |

|                             |           |                                   |
| Pittana 58’ Bucciarelli 81’ | Marcatori | 8’ (aut.) Compagno 76’ Jannicelli |

| Arbitro: | Tonin (Piombino) |

|                           |           |  |
| Del Core 61’ Sabatini 89’ | Marcatori |  |

| Arbitro: | Cannella (Palermo) |

|  |           |             |
|  | Marcatori | 22’ D'Amblè |

| Arbitro: | Santoro (Domodossola) |

|              |           |  |
| Presicce 17’ | Marcatori |  |

## Statistiche

### Statistiche di squadra
|  |     | Classifica Girone C | Pt | G  | V | N  | P  | GF | GS |
|  | --- | ------------------- | -- | -- | - | -- | -- | -- | -- |
|  | 16. | Turris              | 36 | 34 | 7 | 15 | 12 | 20 | 38 |
|  | 17. | Castrovillari       | 33 | 34 | 7 | 12 | 15 | 31 | 41 |
|  | 18. | Trapani             | 29 | 34 | 6 | 12 | 16 | 23 | 38 |

### Coppa Italia di Serie C

#### Girone R
| Arbitro: | Cirone (Palermo) |

|  |           |              |
|  | Marcatori | 59’ Esposito |

| 25 agosto 1999 2ª giornata |  | – Turno di riposo Trapani |  |  |

| Arbitro: | Cannella (Palermo) |

|             |           |                    |
| Marsich 30’ | Marcatori | 10’ (rig.) Piredda |

| Arbitro: | Benedetto (Messina) |

|                 |           |  |
| R. Italiano 57’ | Marcatori |  |

| Arbitro: | Giordano (Caltanissetta) |

|                       |           |            |
| Semilia 3’ Salerno 7’ | Marcatori | 50’ Arrigo |